# Classica di San Sebastián 1998
La Classica di San Sebastián 1998, diciottesima edizione della corsa e valevole come prova della Coppa del mondo 1998, si svolse l'8 agosto 1998, per un percorso totale di 232 km. Fu vinta dall'italiano Francesco Casagrande, al traguardo con il tempo di 5h43'45" alla media di 40,495 km/h.
Partenza a San Sebastián con 192 corridori di cui 132 portarono a termine il percorso.

## Squadre partecipanti
| N.      | Cod. | Squadra               |
| ------- | ---- | --------------------- |
| 1-8     | PLT  | Team Polti            |
| 11-18   | MAP  | Mapei-Bricobi         |
| 21-28   | ONC  | ONCE-Deutsche Bank    |
| 31-38   | TEL  | Team Deutsche Telekom |
| 41-48   | FES  | Festina-Lotus         |
| 51-58   | SAE  | Saeco-Cannondale      |
| 61-68   | RAB  | Rabobank              |
| 71-78   | TVM  | TVM-Farm Frites       |
| 81-88   | FDJ  | Française des Jeux    |
| 91-98   | BAN  | Banesto               |
| 101-108 | C.A  | Credit Agricol        |
| 111-118 | MER  | Mercatone Uno-Bianchi |

| N.      | Cod. | Squadra                        |
| ------- | ---- | ------------------------------ |
| 121-128 | CSO  | Casino-Ag2r                    |
| 131-138 | KEL  | Kelme-Costa Blanca             |
| 141-148 | RIS  | Riso Scotti-MG Maglificio      |
| 151-158 | LOT  | Lotto-Mobistar                 |
| 161-168 | USP  | US Postal Service              |
| 171-178 | COF  | Cofidis                        |
| 181-188 | ASI  | Asics-CGA                      |
| 191-198 | VIT  | Vitalicio Seguros              |
| 201-208 | CTA  | Cantina Tollo-Alexia Alluminio |
| 211-218 | BAL  | Ballan                         |
| 221-228 | EUS  | Euskaltel-Euskadi              |
| 231-238 | EBR  | Estepona-Brepac                |

## Ordine d'arrivo (Top 10)
| Pos. | Corridore            | Squadra        | Tempo    |
| ---- | -------------------- | -------------- | -------- |
| 1    | Francesco Casagrande | Cofidis        | 5h43'45" |
| 2    | Axel Merckx          | Team Polti     | s.t.     |
| 3    | Leonardo Piepoli     | Saeco          | a 2"     |
| 4    | Andrea Tafi          | Mapei-Bricobi  | a 1'15"  |
| 5    | Daniele Nardello     | Mapei-Bricobi  | s.t.     |
| 6    | Maximilian Sciandri  | F. des Jeux    | a 1'20"  |
| 7    | Ángel Casero         | Vitalicio Seg. | s.t.     |
| 8    | Léon van Bon         | Rabobank       | a 1'43"  |
| 9    | Udo Bölts            | Deutsche Tel.  | s.t.     |
| 10   | Giuseppe Di Grande   | Mapei-Bricobi  | s.t.     |